# دنیل تامت
دنیل تامت (انگلیسی: Daniel Tammet؛ زاده ۳۱ ژانویه ۱۹۷۹) نویسنده انگلیسی، مقاله‌نویس، مترجم و دانشمند مبتلا به اوتیسم است. کتاب خاطرات او با نام «متولد یک روز آبی» در سال ۲۰۰۶ منتشر شد.این کتاب که به سندرم اسپرگر و سندرم ساوان نیز می پردازد برنده «بهترین کتاب برای بزرگسالان جوان» در سال ۲۰۰۸ توسط مجله انجمن کتابخانه‌های آمریکا جوان کتابخانه خدمات نامگذاری شد. کتاب دومش، «استقبال از آسمان وحشی»، یکی از پرفروش‌ترین کتاب های فرانسه در سال ۲۰۰۹ بود .کتاب سوم او، «تفکر در اعداد»، در ۱۶ اوت ۲۰۱۲ توسط هادر و استوتون در انگلستان و در ۳۰ ژوئیه ۲۰۱۳ توسط لیتل براون و شرکا در ایالات متحده و کانادا منتشر شده‌ است. اولین رمان او در فرانسه و کبک در سال ۲۰۱۶ منتشر شد. کتاب‌های او به ۲۰ زبان منتشر شده‌است. او از سال ۲۰۱۲ عضو انجمن سلطنتی هنر است.

## زندگی شخصی

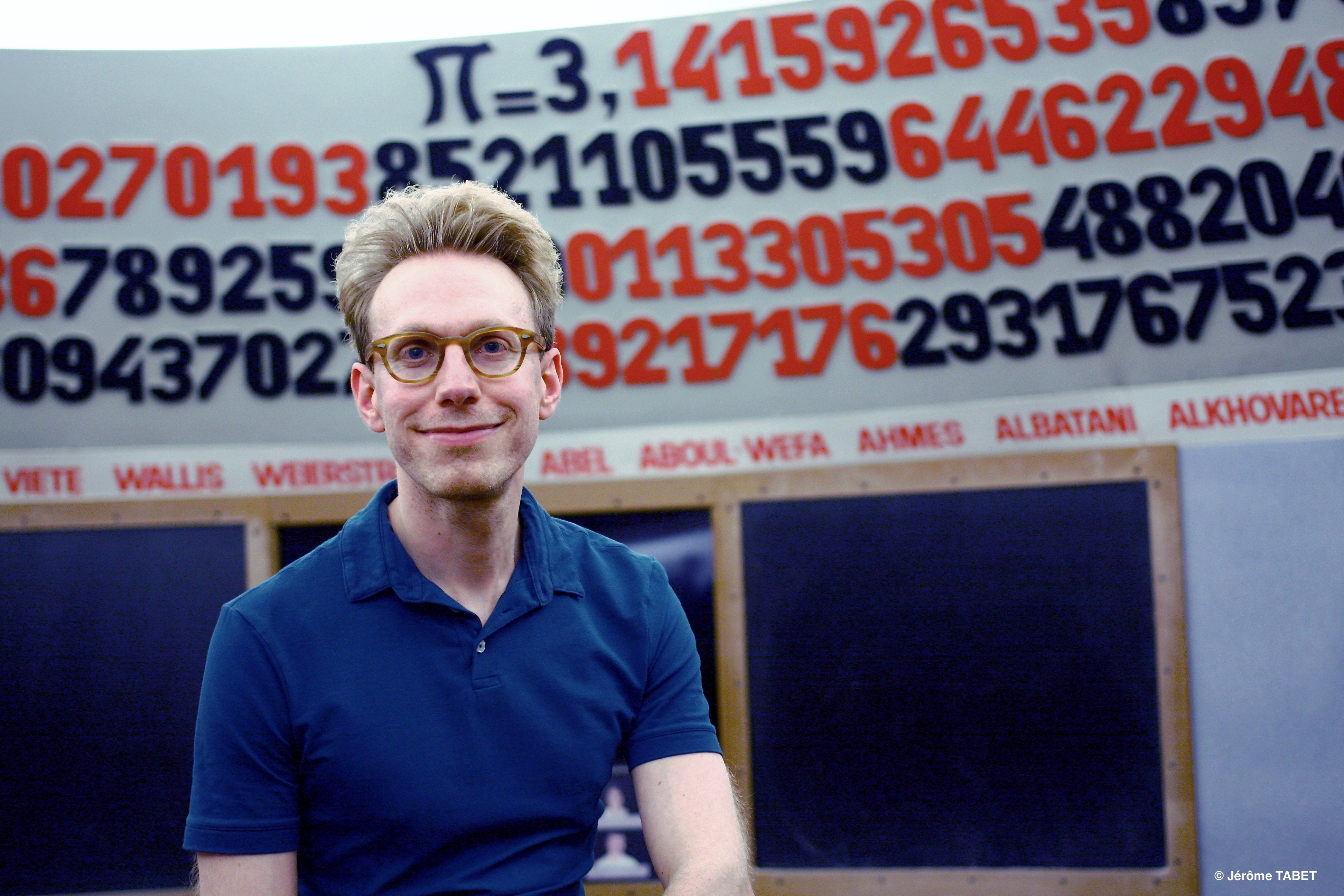
دنیل تامت با 580 رقم اعشار عدد پی

دنیل تامت متولد و بزرگ شده ی پارس، شرق لندن، انگلستان است. او فرزند ارشد یک خانواده ی نه فرزندی است و در دوران خردسالی از حملات صرع رنج می‌برد. 
او تا کنون دو بار در مسابقات قهرمانی جهانی حافظه در سال های ۱۹۹۹ و ۲۰۰۰ شرکت کرده است.

دنیل بیست و پنج ساله بود پروفسور سیمون بارون کوهن از دانشگاه مرکز تحقیقات اوتیسم کمبریج تشخیص داد که به سندروم اسپرگر مبتلا است. او یکی از صد «دانشمندان شگرف» در Darold Treffert, M.D است. در مورد او فیلمی با عنوان "پسری با مغز غیر قابل تصور" ساخته شده است که برای اولین بار در سال ۲۰۰۵ در بریتانیا پخش گردید.
او از سال ۲۰۰۰ با نیل میچل که مهندس نرم‌افزار است آشنا شد و اکنون در خانه ای آرام به همراه یک گربه با هم زندگی می‌کنن.
تامت اکنون ساکن فرانسه است.

## شغل
در سال ۲۰۰۲، تامت وب سایت، Optimnem راه اندازی شد. این سایت ارائه می‌دوره‌های زبان (در حال حاضر فرانسوی و اسپانیایی) بوده‌است و عضو تأیید شده از شبکه ملی بریتانیا برای یادگیری ۲۰۰۶. شده
متولد یک روز آبی توجه رسانه‌های بین‌المللی و ستایش منتقدان را دریافت. مجله واژه‌ها کمک داور ری اولسون اظهار داشت که زندگی‌نامه تامت بود «عنوان جذاب به عنوان بنجامین فرانکلین و جان استوارت میل» و این که تامت نوشت: «برخی از شفاف‌ترین نثر این سمت از همینگوی». ترجمان نگاه کرکوس اظهار داشت که کتاب «فراتر از ناتوانی ژانر خاطرات».
تامت برای تور کتاب خود در ایالات متحده در چند تلویزیون و رادیو بحث، از جمله ۶۰ دقیقه و در اواخر با دیوید لترمن ظاهر شد. در فوریه ۲۰۰۷ متولد شده در یک روز آبی را به عنوان کتاب رادیو بی‌بی‌سی ۴ از هفته در انگلستان مرتب شده‌است.
کتاب دوم خود، با استقبال از آسمان گسترده، در سال ۲۰۰۹ منتشر شد پروفسور آلن اسنایدر، مدیر دانشگاه مرکز سیدنی برای ذهن، به نام کار «یک دستاورد فوق‌العاده و به یاد ماندنی.»تامت استدلال می‌کند که توانایی‌های دانشمند هستند «فراطبیعی» نیست بلکه «یک نتیجه» از «طبیعی، راه غریزی از فکر کردن در مورد اعداد و کلمات». او نشان می‌دهد که مغز دانشمندان می‌توانید، تا حدی، بازآموزی می‌شود، و مغزهای طبیعی به توسعه برخی از توانایی‌های دانشمند یادمی‌گرفتند.
تفکر در اعداد، مجموعه ای از مقالات، اولین بار در سال ۲۰۱۲ به عنوان کتاب رادیو بی‌بی‌سی ۴ از هفته در انگلستان منتشر شد و سریال
ترجمه خود را به فرانسه از انتخاب شعر توسط لِ موری توسط L'Iconoclaste در فرانسه در سال ۲۰۱۴. منتشر شد
Mishenka اولین رمان تامت است که در فرانسه و کبک در سال ۲۰۱۶ آمد